# Elecciones internas del Partido Colorado (Paraguay)

Emblema del Partido Colorado.

Las elecciones internas del Partido Colorado de Paraguay son los comicios organizados por dicho partido para elegir a sus autoridades partidarias y candidatos a cargos electivos nacionales, departamentales y municipales. Se realizan de forma periódica y son reguladas por el tribunal electoral partidario de la ANR, en coordinación con el Tribunal Superior de Justicia Electoral (TSJE), según el cronograma electoral vigente.

## Contexto
Desde el advenimiento de la era democrática en Paraguay, específicamente con la promulgación de la nueva Constitución en 1992, los partidos políticos del país experimentaron una reorganización con el objetivo de participar en las elecciones para elegir a sus autoridades. El Partido Colorado, como la agrupación política con mayor cantidad de afiliados y fuerza en el país, tuvo un historial de elecciones sin precedentes. Ningún otro partido político tiene una contienda mayor para postular a las elecciones generales a sus candidatos a presidente, vicepresidente, senadores, diputados, gobernadores, Junta Municipal y parlmentarios del Mercosur.
Las internas presidenciales del Partido Colorado se celebran cada cinco años, generalmente en el año anterior a las elecciones generales, y constituyen un mecanismo crucial para la selección de candidatos con aspiraciones nacionales. Esta periodicidad está en consonancia con el ciclo electoral establecido en la Constitución, que fija mandatos quinquenales para los cargos ejecutivos y legislativos.
El periódico Última Hora afirmó que «desde 1992, cuando se dio la primera primaria colorada posdictadura, el Partido Colorado es protagonista de las internas más encarnizadas del país».

## Resultados

### 1992
Durante la administración del general Andrés Rodríguez Pedotti, se celebró el proceso de selección del candidato presidencial del Partido Colorado, en el cual se enfrentaron dos figuras de alta gravitación política: el empresario Juan Carlos Wasmosy y el jurista y dirigente histórico Luis María Argaña. Dicho evento fue caracterizado por la prensa especializada como una «contienda de proporciones épicas», en virtud de las divergencias ideológicas y programáticas entre ambos postulantes. Argaña manifestó una oposición explícita al tratado constitutivo del Mercosur suscrito por el entonces presidente Rodríguez Pedotti, lo cual fue interpretado por sus detractores como un anacronismo político, al vincularlo con estructuras autoritarias pretéritas. Wasmosy se impuso en dicha consulta interna y, posteriormente, en los comicios generales, venciendo al postulante del Partido Liberal Radical Auténtico (PLRA), Domingo Laíno. Sin embargo, en enero de 2008, el senador Juan Carlos Galaverna reconoció públicamente la existencia de prácticas fraudulentas durante las internas, admitiendo su participación activa en la manipulación del resultado a favor de Wasmosy.
| Precandidato presidencial | %       |
| ------------------------- | ------- |
| Juan Carlos Wasmosy       | 45,35 % |
| Luis María Argaña         | 44,48 % |

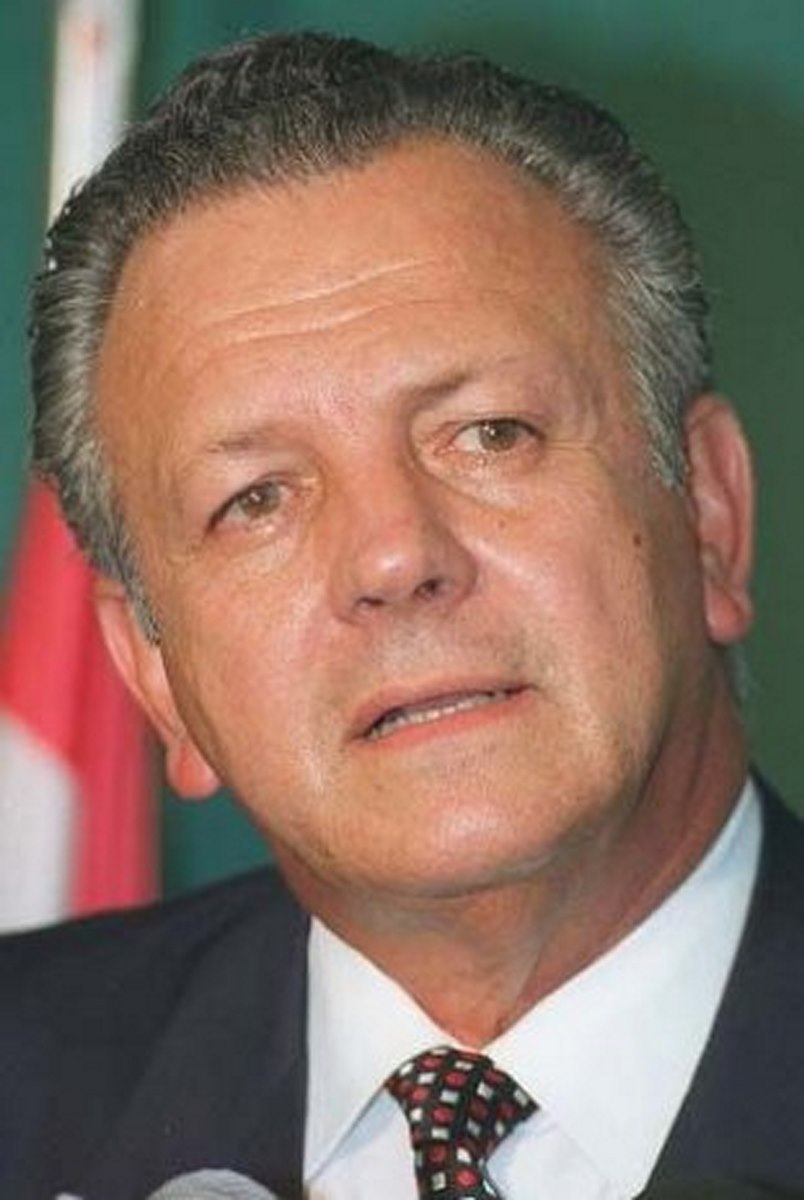
Juan Carlos Wasmosy

Juan Carlos Wasmosy fue electo presidente de la República del Paraguay en las elecciones generales de Paraguay de 1993.

### 1997
En las internas partidarias de 1997, Luis María Argaña se postuló nuevamente, enfrentando al general retirado Lino Oviedo, quien había liderado un intento de golpe de Estado frustrado en 1996. Este enfrentamiento fue calificado por el diario Última Hora como «la campaña interna más intensa y polarizante en la historia reciente del partido». Oviedo obtuvo una ajustada victoria, pero fue posteriormente inhabilitado debido a su procesamiento y encarcelamiento por el alzamiento militar del año anterior. En consecuencia, su binomio, Raúl Cubas Grau, asumió la candidatura presidencial, y se conformó una fórmula de emergencia incorporando a Argaña como candidato a la vicepresidencia. Bajo el lema de campaña «Cubas al poder, Oviedo en libertad», la dupla obtuvo un triunfo contundente en las elecciones generales de 1998 con el 54 % de los sufragios, superando a la fórmula opositora conformada por Domingo Laíno y Carlos Filizzola. El mandato de Cubas Grau fue efímero: tras el magnicidio de Argaña en marzo de 1999, se desató el Marzo Paraguayo, crisis sociopolítica de gran envergadura que culminó con la renuncia del presidente Cubas.
| Precandidato presidencial | %       |
| ------------------------- | ------- |
| Luis María Argaña         | 34,97 % |
| Lino César Oviedo         | 36,75 % |
| Carlos Facetti            | 22,47 % |

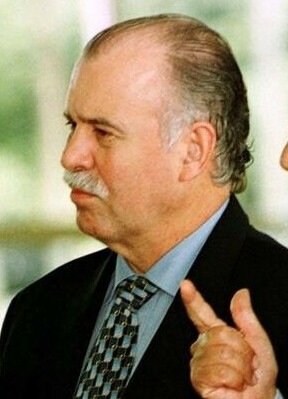
Raúl Cubas Grau

Raúl Cubas Grau resultó electo presidente de la República del Paraguay en las elecciones generales de Paraguay de 1998, reemplazando a Oviedo como titular de la fórmula.

### 2002
En la contienda interna de 2002, Nicanor Duarte Frutos, figura prominente del sector argañista, presentó su candidatura presidencial. Se enfrentó a Osvaldo Domínguez Dibb, empresario y dirigente deportivo, expresidente del Club Olimpia. La prensa destacó el estilo confrontacional y desenfadado de Domínguez Dibb como un factor de dinamismo en la contienda interna. Duarte Frutos emergió como vencedor del proceso. En los comicios de 2003, consolidó su triunfo frente a Julio César Franco, abanderado del PLRA. Sin embargo, la elección de Duarte Frutos marcó un retroceso relativo para el oficialismo colorado, al obtener apenas el 37 % de los votos válidos, porcentaje inferior al de sus antecesores inmediatos.
| Precandidato presidencial | %      |
| ------------------------- | ------ |
| Nicanor Duarte Frutos     | 46,2 % |
| Osvaldo Domínguez Dibb    | 35,7 % |

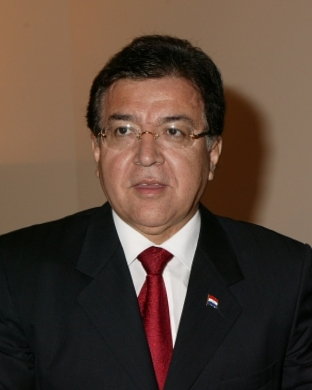
Nicanor Duarte Frutos

Nicanor Duarte Frutos asumió la Presidencia de la República del Paraguay tras las elecciones generales de Paraguay de 2003.

### 2007
Durante la administración de Duarte Frutos surgieron discrepancias en torno a la nominación del candidato oficialista. Aunque su vicepresidente Luis Castiglioni manifestó interés en la sucesión, Duarte optó por impulsar a su ministra de Educación, Blanca Ovelar. La interna fue sumamente reñida: encuestas a boca de urna otorgaban a Ovelar una ventaja marginal de un punto porcentual, lo que derivó en denuncias de fraude electoral por parte de Castiglioni. Finalmente, Ovelar fue proclamada vencedora, pero en las elecciones generales de 2008 fue derrotada por Fernando Lugo, dando fin a seis décadas de hegemonía colorada. Este resultado fue atribuido por Última Hora a la persistencia de divisiones internas no resueltas y al desgaste de la figura de Duarte Frutos.
| Precandidato(a) presidencial   | %      |
| ------------------------------ | ------ |
| Blanca Ovelar                  | 47,4 % |
| Luis Castiglioni               | 42,7 % |
| José Alberto Alderete          | 6,01 % |
| Juan Bautista Letradito Ybáñez | 3,6 %  |

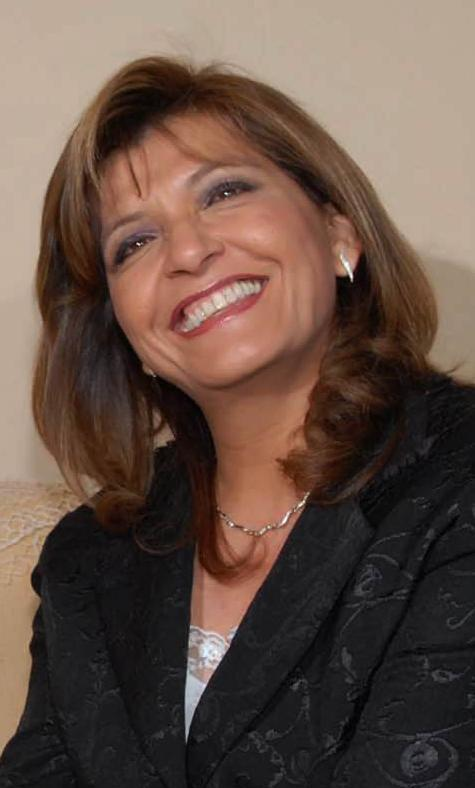
Blanca Ovelar

Blanca Ovelar no logró imponerse en las elecciones generales de Paraguay de 2008, resultando electo presidente Fernando Lugo.

### 2012
La interna colorada del año 2012 fue considerada sustancialmente distinta respecto de sus antecedentes inmediatos. El empresario Horacio Cartes, quien se había afiliado al partido en 2009, emergió como principal contendiente. Su postulación requirió una reforma estatutaria debido a su reciente incorporación partidaria. Cartes venció al senador Javier Zacarías Irún.
| Precandidato presidencial | %       |
| ------------------------- | ------- |
| Horacio Cartes            | 59,66 % |
| Javier Zacarías Irún      | 33,57 % |

- Otros: 1,12 %
- Nulos: 1,95 %
- Blancos: 3,69 %

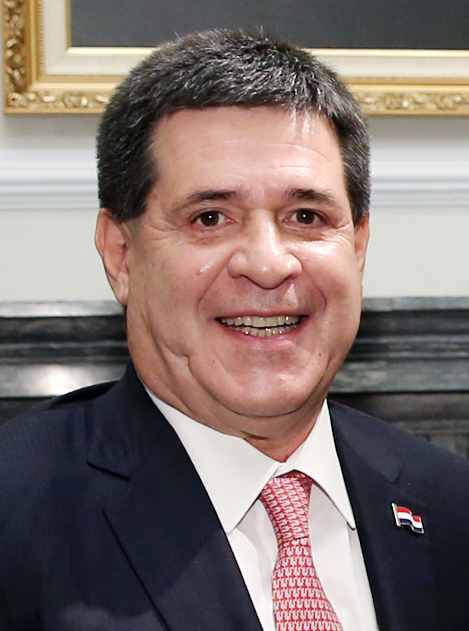
Horacio Cartes

Horacio Cartes fue electo presidente de la República del Paraguay en las elecciones generales de Paraguay de 2013.

### 2017
Mario Abdo Benítez, líder del movimiento interno Colorado Añetete e hijo del ex secretario privado de Alfredo Stroessner, se impuso en las elecciones internas presidenciales del Partido Colorado de 2017. Este proceso se enmarcó en un contexto de fuertes tensiones intrapartidarias, derivadas del fallido intento de reelección presidencial vía enmienda constitucional impulsado por el entonces presidente Horacio Cartes, lo cual generó una fractura entre los sectores oficialistas y disidentes del partido.
Abdo Benítez enfrentó al precandidato oficialista Santiago Peña, exministro de Hacienda, quien contaba con el respaldo directo de Cartes. El resultado de la interna fue interpretado como una reivindicación del sector tradicionalista y una derrota simbólica del aparato cartista, a pesar de los recursos logísticos y financieros desplegados por el oficialismo.
| Precandidato presidencial | %       |
| ------------------------- | ------- |
| Mario Abdo Benítez        | 50,93 % |
| Santiago Peña             | 45,8 %  |

- Otros: 1,85 %
- Nulos: 0,84 %
- Blancos: 0,58 %

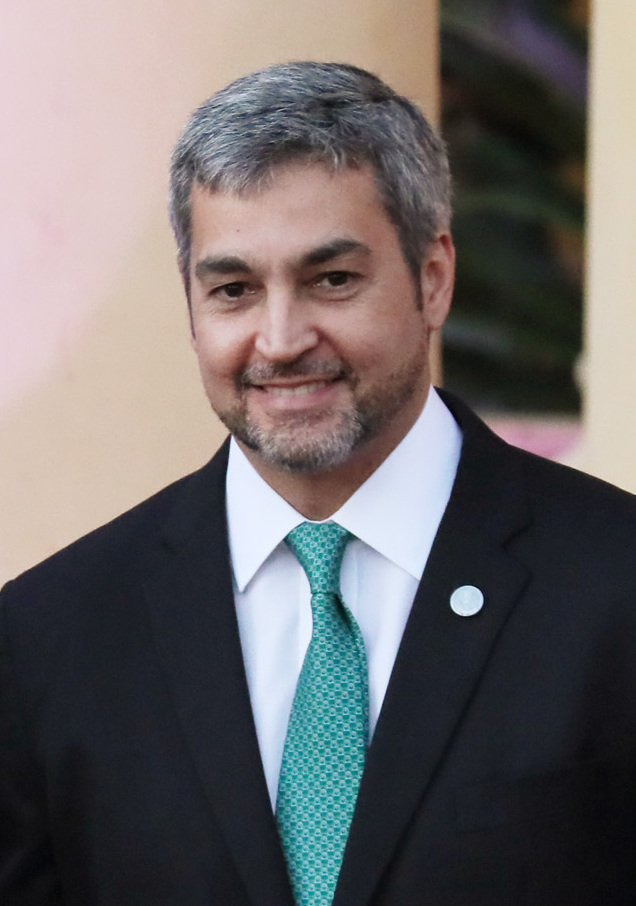
Mario Abdo Benítez

Mario Abdo Benítez fue posteriormente electo presidente de la República del Paraguay en las elecciones generales de Paraguay de 2018.

### 2022
En las elecciones internas del Partido Colorado celebradas en 2022, el principal contendiente fue Santiago Peña, quien nuevamente aspiró a la candidatura presidencial, esta vez con el respaldo pleno del líder partidario Horacio Cartes, quien había consolidado su hegemonía interna tras años de reconfiguración estratégica dentro de la Asociación Nacional Republicana (ANR).
Peña se enfrentó a Arnoldo Wiens, exministro de Obras Públicas y Comunicaciones y representante del movimiento Colorado Añetete, vinculado a la facción del presidente saliente Mario Abdo Benítez. La contienda fue percibida como una confrontación entre dos bloques de poder claramente delimitados: el cartismo y el abdismo.
La victoria de Peña, con un amplio margen, fue interpretada como la consolidación del liderazgo de Cartes dentro del partido, quien además había sido recientemente electo presidente de la Junta de Gobierno del Partido Colorado.
| Precandidato presidencial | %      |
| ------------------------- | ------ |
| Santiago Peña             | 51,6 % |
| Arnoldo Wiens             | 27,2 % |

- Otros: 0,8 %
- Nulos: 2,1 %
- Blancos: 1,6 %

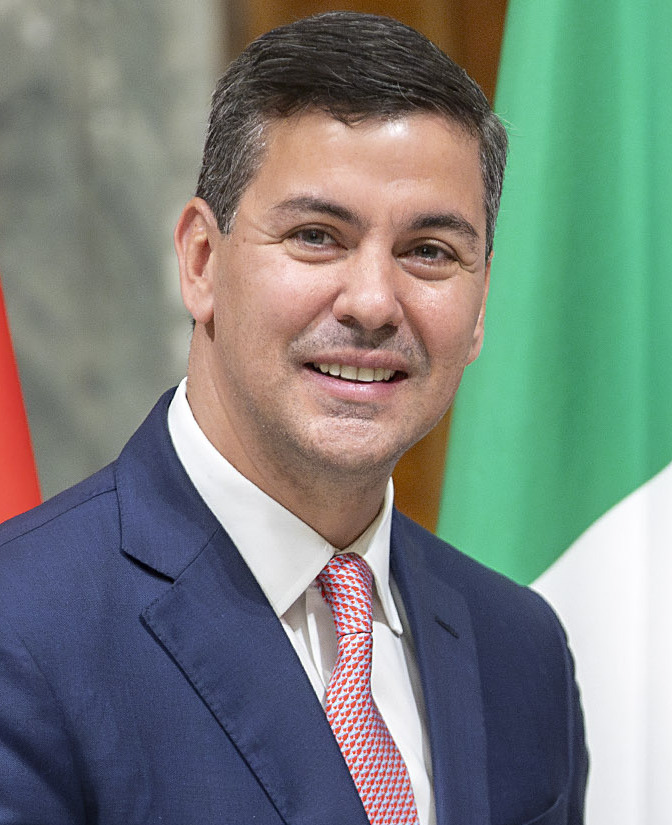
Santiago Peña

Santiago Peña fue electo presidente de la República del Paraguay en las elecciones generales de Paraguay de 2023, marcando el retorno efectivo del cartismo al poder ejecutivo nacional.